# Frida ensam
Frida ensam (Frida sola) è un album della cantante svedese Anni-Frid Lyngstad pubblicato nel 1975.

## Il disco
Il disco, interamente cantato in svedese, è il secondo da solista della cantante, realizzato al tempo in cui faceva parte degli ABBA. L'album contiene la versione originale della famosa Fernando, divenuta poi uno maggiori successi del gruppo. La canzone, pubblicata anche come singolo, fu scritta appositamente per Frida e, dopo il discreto successo in patria, fu tradotta in inglese e registrata dagli ABBA per il mercato internazionale nel 1976.
A parte Fernando e Som En Sparv (il cui testo è del poeta svedese Barbro Hörberg), il disco contiene interpretazioni in lingua svedese di canzoni di altri autori. Ett Liv I Solen è una cover di Anima mia de I Cugini di Campagna, mentre Aldrig Mej è una versione di Vado Via di Drupi. Inoltre sono comprese versioni di Frieda di The Wall Street Shuffle dei britannici 10cc, di Life on Mars? di David Bowie, di Wouldn't It Be Nice dei Beach Boys, della ballata country and western The Most Beautiful Girl, di Young Girl di Gary Puckett & The Union Gap's, di Send in the Clowns tratta dal musical di Stephen Sondheim A Little Night Music e resa celebre da Frank Sinatra, Kenny Rogers e Judy Collins, e della canzone popolare greca Siko horepse sirtaki.
Nella riedizione rimasterizzata del 2005 sono state inserite altre due cover di canzoni italiane: Principessa, tratta dal primo album di Ron (al tempo in cui era ancora Rosalino Cellamare) e Chi salta il fosso di Loretta Goggi, in precedenza pubblicate in Svezia solo su 45 giri.
Frieda ensam e il singolo Fernando sono stati grandi successi in Svezia, rimanendo per molte settimane in vetta alle classifiche di vendita.

## Tracce
1. Fernando (Stikkan Anderson, Benny Andersson, Björn Ulvaeus) - 4:14
2. Jag Är Mig Själv Nu (Young Girl) (J. Fuller, Marie Bergman) - 3:05
3. Som En Sparv(Barbro Hörberg, Jan Askelind) - 3:43
4. Vill Du Låna En Man? (The Most Beautiful Girl) (N. Wilson, R. Bourke, B. Sherrill, Stikkan Anderson)- 2:45
5. Liv På Mars? (Life on Mars?) (David Bowie, Owe Junsjö) - 3:48
6. Syrtaki (Siko horepse syrtaki) (G. Zambetas, A. Sakelarios, Sam Lundwall) - 2:58
7. Aldrig Mej (Vado via) (E. Riccardi, L. Albertelli, Stikkan Anderson) - 4:06
8. Guld Och Gröna Ängar (The Wall Street Shuffle) (Eric Stewart, Graham Gouldman, Owe Junsjö) - 3:41
9. Ett Liv I Solen (Anima mia) (Flavio Paulin, Ivano Michetti, Mats Paulson) - 3:53
10. Skulle De' Va' Skönt (Wouldn't It Be Nice) (Brian Wilson, T. Asher, Marie Bergman) - 3:17
11. Var Är Min Clown? (Send in the Clowns) (Stephen Sondheim, Mats Paulson) - 4:22
12. Man Vill Ju Leva Lite Dessemellan (Chi salta il fosso) (V. Taricotti, M. Marrachi, F. Evangelisti, Stikkan Anderson) - 2:53  (*)
13. Ska Man Skratta Eller Gråta? (Principessa) (G. Baldazzi, S. Bardotti, R. Cellamare, Stikkan Anderson) - 3:51  (*)

(*) Brani non contenuti nel LP originale. Inseriti nella edizione rimasterizzata su CD del 2005.

## Formazione
- Anni-Frid Lyngstad - voce
- Benny Andersson - pianoforte, tastiere
- Björn Ulvaeus - chitarra acustica
- Rutger Gunnarsson - basso elettrico, chitarra acustica, mandolino & bouzouki
- Roger Palm - batteria
- Ola Brunkert - batteria (Fernando)
- Janne Schaffer - chitarra elettrica
- Lasse Wellander - chitarra elettrica (Fernando), chitarra acustica
- Anders Glenmark - chitarra elettrica (Skulle De' Va' Skönt e Ett Liv I Solen)
- Malando Gassama - congas
- Inger Öst - cori
- Lasse Holm - cori
- Lasse Westmann - cori
- Liza Öhman - cori (Aldrig Mej & Vill Du Låna En Man?)
- Lasse Carlsson - cori (Aldrig Mej & Vill Du Låna En Man?)
- Janne Kling - flauto (Fernando)
- Janne Lindgren - steel guitar (Vill Du Låna En Man?)

## Biografia
- Wille Wendt,  Topplistan - The Official Swedish Single & Album Charts, Premium Förlag, 1993, ISBN 91-971894-2-1